# Buenoa confusa
Buenoa confusa är en insektsart som beskrevs av Truxal 1953. Buenoa confusa ingår i släktet Buenoa och familjen ryggsimmare. Inga underarter finns listade i Catalogue of Life.